# مگتاو

لوگوی مگتاو، به نمایش درآمده در قسمت «مردان در جنگ» سریال: Reggie Yates' Extreme UKپخش شده از شبکهٔ بی‌بی‌سی

مگتاو یا مردان راه خود را می‌روند (انگلیسی: Men Going Their Own Way) به اختصار (MGTOW) یک جامعه ضدفمینیسم، زن ستیز و غالباً آنلاین است که از مردان برای جدایی خود از زنان و از جامعه ای که به اعتقاد آنها توسط فمینیسم فاسد شده‌است حمایت می‌کند. این جامعه بخشی از منوسفیر است، مجموعه ای از وب سایت‌های ضد زن و اجتماعات آنلاین که شامل جنبش حقوق مردان، اینسل‌ها و هنرمندان مخ‌زنی نیز می‌شود.
مانند دیگر جوامع منوسفیر، مگتاو با جنبش‌های برتری طلبی راست و سفید همپوشانی دارد و در آزار و اذیت آنلاین زنان دخیل است. مرکز حقوق فقر جنوبی مگتاو را به عنوان بخشی از ایدئولوژی برتری طلبی مردان طبقه‌بندی می‌کند.

## تاریخچه
در حالی که مشخص نیست ایدئولوژی مگتاو از کجا سرچشمه گرفته‌است، اعتقاد بر این است که در اوایل دهه ۲۰۰۰ ظهور کرده‌است. وبلاگی به نام No Ma'am یکی از اولین سایت‌هایی بود که به این ایدئولوژی اختصاص داده شد و «مانیفست مگتاو» را در سال ۲۰۰۱ منتشر کرد. اعضای قبلی مگتاو عمدتاً آزادیخواه بودند. بین اعضای اولیه و معاصر مگتاو یک شکاف وجود دارد، برخی از اعضای قبلی که جامعه امروزی مگتاو را مسخره می‌کنند. چندین سایت مگتاو آنلاین برجسته وجود داشته‌است، از جمله ساب ردیت r/MGTOW، ایجاد شده در سال ۲۰۱۱، ساب ردیت‌های کمکی کوچکتر، و انجمن مگتاو، یک وب سایت مستقل که در سال ۲۰۱۴ ایجاد شد. ساب ردیت r/MGTOW که در سال ۲۰۱۷ مسدود شد، به‌طور خلاصه بزرگترین و فعال‌ترین انجمن منوسفیر در ردیت بود.
انجمن‌های مگتاو و گروه منوسفیر همکارشان، هنرمندان مخ‌زنی، زمانی که از سال ۲۰۱۵ به شهرت رسیدند، شروع به ادغام خودشان با راست‌گرایی آلترناتیو کردند. این دو گروه هم از نظر اعضا و هم از نظر ایدئولوژی همپوشانی دارند. هر دو معتقدند که فمینیسم جامعه غربی را نابود کرده‌است. مگتاو و سایر جوامع منوسفیر نیز با جنبش‌های برتری‌طلب سفیدپوست، اقتدارگرا و پوپولیستی در سراسر جهان همپوشانی دارند. مایلو یناپولس، مفسر و مجادله گر راست افراطی، با مقاله ای در برایتبارت نیوز در سال ۲۰۱۴ در مورد «سکسودوس»، که در آن مردانی را توصیف کرد که به دلیل فمینیسم از زنان، عشق، رابطه جنسی و ازدواج اجتناب می‌کردند، به محبوبیت مگتاو کمک کرد.

## ایدئولوژی
در مرکز ایدئولوژی مگتاو مفهوم جدایی طلبی مردانه قرار دارد و بر این این باور است که جامعه توسط فمینیسم خراب شده‌است. گروه‌های مگتاو ضدفمینیسم و زن ستیز هستند و معتقدند که فمینیسم زنان را برای مردان خطرناک کرده‌است و حفظ خودِ مردانه مستلزم جدایی کامل از زنان است. آنها معتقدند که جانبداری سیستماتیک جنسیتی علیه مردان از جمله استانداردهای دوگانه در نقش‌های جنسیتی و سوگیری علیه مردان در دادگاه‌های خانواده، وجود دارد. گروه‌های مگتاو در بین دیگر گروه‌های منوسفیر معتقدند که زنان در قرار گذاشتن و ازدواج از الگوی مشابهی پیروی می‌کنند: زنان جوان و جذاب بی‌بندوبار و درگیر «هایپرگمی» هستند و با مردان متعدد رابطه جنسی دارند و در صورت علاقه به مردی با «ارزش بالاتر» مرد قبلی را رها می‌کنند. آنها معتقدند زنان به سمت «مردان آلفا» که جذاب هستند می‌روند اما با آنها بدرفتاری می‌کنند و فمینیسم این اعتقادات را در آنها تقویت می‌کند. همان‌طور که زنان شروع به افزایش سن می‌کنند، ایدئولوژی مگتاو توضیح می‌دهد که آنها تصمیم می‌گیرند با «مردان بتا» که از نظر مالی آنها را تأمین می‌کنند، معامله کنند، اما رابطه جنسی با آنها را رد می‌کنند و گاهی اوقات انتخاب آنها رابطه جنسی با مردان جذاب، خارج از ازدواج است. سرانجام، این ایدئولوژی معتقد است که زنان از شوهران خود طلاق می‌گیرند و دادگاه‌ها به دلیل آنچه آنها به عنوان امتیاز زن توصیف می‌کنند، در مراحل طلاق از زنان حمایت می‌کنند.
مردان در جامعه مگتاو از اصطلاحات مشترکی که در محیط وسیع تری وجود دارد استفاده می‌کنند، از جمله استعاره قرص قرمز و قرص آبی که از فیلم ماتریکس وام گرفته شده‌است. گفته می‌شود کسانی که در منوسفیر هستند از «توهم» فمینیستی به واقعیت فرضی بیدار شده‌اند و دریافته‌اند که اساساً جامعه نادرست و مردستیز است و تحت سلطه ارزش‌های فمینیستی است، «قرص قرمز» را خورده‌اند، کسانی که این ایدئولوژی را قبول ندارند به عنوان کسانی که قرص آبی را انتخاب کرده‌اند نامیده می‌شوند.

## واکنش‌ها
مرکز حقوق فقر جنوبی مگتاو را به عنوان بخشی از ایدئولوژی برتری طلبی مردان طبقه‌بندی می‌کند ، مقوله ای که آنها در پروژه ردیابی گروه‌های نفرت خود، نقشه نفرت، در سال ۲۰۱۸ شروع به ردیابی کردند.
محققان، جوامع مگتاو را در آزار و اذیت آنلاین زنان دخیل می‌دانند. در ژانویه ۲۰۲۰ گروهی از دانشمندان کامپیوتر پیش چاپ مقاله ای با عنوان «تکامل منوسفیر در سراسر وب» را منتشر کردند. r/MGTOW و انجمن مگتاو از جمله جوامع آنلاین بودند که نویسندگان می‌گویند «در حال افزایش اندازه و مشارکت خود در آزار و اذیت آنلاین و خشونت در دنیای واقعی هستند.» این مقاله در ام‌آی‌تی تکنالجی ریویو در سال ۲۰۲۰ با عنوان «کامل‌ترین تصویر که تا کنون از گروه‌های زن ستیز که به جنبش اینسل به صورت آنلاین دامن می‌زنند.» توصیف شد و در اشپیگل در سال ۲۰۲۱ به عنوان «جامع‌ترین تلاش برای تجزیه و تحلیل منوسفیر به صورت آنلاین» توصیف شد. بلافاصله پس از این انتشار، ردیت دنبال کنندگان مگتاو را محدود کرد، محدودیتی که این پلتفرم برای زیرمجموعه‌هایی که «بسیار توهین آمیز یا ناراحت‌کننده برای خواننده است.» اعمال می‌کند، این عمل از درآمد تبلیغاتی آنها جلوگیری می‌کرد و از بازدیدکنندگان می‌خواست قبل از دیدن محتوای بالقوه توهین آمیز با ورود به آن موافقت کنند. و سرانجام در اوت ۲۰۲۱ به دلیل شکستن سیاست‌های علیه ترویج خشونت و نفرت پراکنی مسدود شد.
در مقاله ای در سال ۲۰۲۰ در ژورنال اطلاعات ، ارتباطات و جامعه آمده‌است که «مگتاو تبلیغات گسترده و وسیعی از آزار و اذیت منفعلانه و غیر مستقیم را در توئیتر تبلیغ می‌کند.» گفته‌اند که اعضای مگتاو «آشکارا زنان را تحقیر می‌کنند و از این طریق آزار و اذیت آنلاین آنها را عادی سازی می‌کنند.»

## اعضا
اعضای جوامع مگتاو عمدتاً مردانی دگرجنسگرا، سفیدپوست و از طبقه متوسط از آمریکای شمالی و اروپا هستند. برخلاف برخی دیگر از گروه‌های منوسفیر، اعضای مگتاو منحصراً مرد هستند. جونز و همکارانش در سال ۲۰۱۹ در رسانه‌های جدید و جامعه(New Media & Society) در رابطه با اندازه جوامع مگتاو نوشتند: «در حالی که تعداد دقیق دنبال کنندگان مگتاو مبهم است، به نظر می‌رسد یک گروه محبوب و رو به رشد در منوسفیر است: دنبال کنندگان مگتاو در ردیت از ۵۴۰۰۰ عضو در اوایل سال ۲۰۱۸ به ۱۰۴۰۰۰ عضو در اوایل سال ۲۰۱۹ رسید و ۳۲۸۵۹ عضو در یک انجمن مگتاو لیست شده‌اند.» دانا زاکربرگ، نویسنده، مگتاو را در سال ۲۰۱۸ در کتاب خود، همه مردان سفید مرده نیستند، این گونه توصیف کرد: «این انجمن کوچکتر از جنبش حقوق بشر مردان و اجتماعات اغوا کننده (هنرمندان پیکاپ) است، زیرا انجمن مگتاو، دارای بیش از ۲۵۰۰۰ مشترک و r/MGTOW دارای بیش از ۳۵٬۰۰۰ مشترک است.» مگتاو اغلب سلسله مراتب را رد می‌کند و ادعا می‌کند که رهبر ندارد. برخی منکر این هستند که مگتاو یک گروه یا جنبش است و به جای آن بر فردیت و استقلال هر یک از اعضای گروه تأکید می‌کند.